# Afscheid van de maan
Afscheid van de maan is een Nederlandse film uit 2014 onder regie van Dick Tuinder.

## Verhaal
Het jaar is 1972; de NASA kondigt aan om te stoppen met bemande maanlandingen. Tegen deze achtergrond - het einde van een tijdperk - volgt de film een familie op de achtste verdieping van een nieuwbouwflat, vanuit de ogen van de jonge Duch. Bob voelt zich bekneld in een ongelukkig huwelijk met Piet, met wie hij de twee jonge kinderen Duch en Esther deelt. Hij pleegt overspel met buurvrouw Loes, de vrijgevochten kunstenares en moeder van de dertienjarige Lotte. Loes is de ex-vrouw van Fred, maar konden beiden niet trouw blijven aan elkaar. Tegenwoordig gaan ze nog steeds amicaal met elkaar om en geven ze seks- en drugsbeladen feesten in de flat. Piet is getuige van het overspel en zet Bob uit huis, die vervolgens intrekt bij Loes, daar hopend om zichzelf te vinden. 
Piet heeft moeite om alleen te zijn en huilt uit bij haar seksueel gefrustreerde buurvrouw Mary. Mary's echtgenoot is marinier en vaak maandenlang weg van huis. Haar seksuele frustratie leidt tot terugkerende opwinding op ongemakkelijke momenten. Ze krijgt een oogje op de stoere achttienjarige Leon, maar hij is meer geïnteresseerd in Lotte. Lotte raakt bevriend met Duch, maar hij heeft enkel oog voor Mary en begluurt haar waar mogelijk. Lotte loopt uiteindelijk weg van huis en gaat ervandoor met Leon, tot grote onrust van Loes.
Ondertussen hebben Bob en Piet moeite om het ouderschap te delen tijdens de scheiding. Esther voelt zich vaak persoonlijk aangevallen door Piets vele stressontladingen en mist haar vader, terwijl Duch vindt dat zijn vader gestoord is en liever bij zijn moeder blijft. Uiteindelijk realiseert Bob zich dat hij bij Loes ook niet gelukkig is en keert hij terug naar haar Piet. Als de flatleden te horen krijgen dat Leon en de vijf jaar jongere Lotte het bed delen, valt Bob hem aan. Hierbij veroorzaakt hij een ongeluk waarin Mary en haar pas teruggekeerde echtgenoot tegen een paal rijden. Mary vindt geen geluk bij haar echtgenoot en zoekt troost bij Duch, met wie ze een zoen deelt.

## Rolverdeling
- Ward Jansen als Duch
- Marcel Hensema als Bob
- Lotte Proot als Piet
- Dana Zelcer als Esther
- Pauline Greidanus als Loes
- Elise Schaap als Mary
- Sterre van de Velde als Lotte
- David Eilander als Leon
- Marcel Faber als Fred
- Cat Smits als Cheryl
- Gijs Naber als Mary's echtgenoot

## Achtergrond
Het project werd in 2011 geselecteerd door De oversteek. De film werd in de zomer van 2012 opgenomen, met een beoogde release in filmtheaters in het begin 2013. De film werd opgenomen in de Zonneflat te Deventer. Regisseur Dick Tuinder groeide hier op in dezelfde periode en maakte gebruik van veel autobiografische elementen in het filmverhaal. Tuinder had enige moeite met de filmlocatie, omdat de producent de flat te lelijk vond om er te draaien.
Na enkele vertragingen in de roulatiedata beleefde de film uiteindelijk zijn première op het International Film Festival Rotterdam, met uitverkochte voorstellingen.